# کلیسای شرق در چین

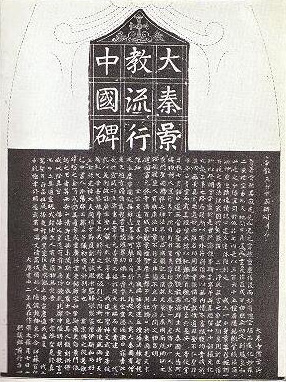
سنگ یادبود شیان، در چانگ‌آن در ۷۸۱ میلادی برپا شد.

کلیسای شرق در چین (چینی: 景教) کلیسای مشرق (همچنین به عنوان کلیسای نسطوری شناخته می‌شود) از نظر تاریخی در دو دوره در چین حضور داشته‌است: اول از قرن هفتم تا دهم در دودمان تانگ و بعدها در زمان دودمان یوآن در قرن‌های ۱۳ و ۱۴، زمانی که در کنار سایر ادیان خارجی مانند کاتولیک و احتمالاً مانوی به عنوان یلیکون جیائو توصیف شده‌است.
پس از قرن‌ها وقفه، اولین عبادت الهی کلیسای آشوری مشرق در سال ۲۰۱۰ در چین برگزار شد.